# Острожское сельское поселение
Острожское се́льское поселе́ние — муниципальное образование в Оханском районе Пермского края Российской Федерации.
Административный центр — село Острожка.

## История
Статус и границы сельского поселения установлены Законом Пермской области от 1 декабря 2004 года № 1878-407 «Об утверждении границ и о наделении статусом муниципальных образований Оханского района Пермской области» 

## Население
| 2010  | 2012  | 2013  | 2014  | 2015  | 2016  | 2017  |
| ----- | ----- | ----- | ----- | ----- | ----- | ----- |
| 1737  | ↘1721 | ↗1729 | ↗1750 | ↘1716 | ↘1708 | ↘1693 |
| 2018  |       |       |       |       |       |       |
| ↘1691 |       |       |       |       |       |       |

## Состав сельского поселения
| №  | Населённый пункт | Тип населённого пункта       | Население |
| -- | ---------------- | ---------------------------- | --------- |
| 1  | Горюхалиха       | деревня                      | 1         |
| 2  | Зародники        | деревня                      | 113       |
| 3  | Казымово         | деревня                      | 74        |
| 4  | Касьяново        | деревня                      | 19        |
| 5  | Кропачиха        | деревня                      |           |
| 6  | Лыва             | деревня                      | 3         |
| 7  | Новые Селища     | деревня                      | 4         |
| 8  | Острожка         | село, административный центр | ↘1292     |
| 9  | Старые Селища    | деревня                      | 54        |
| 10 | Сычи             | деревня                      | 92        |
| 11 | Чуркино          | деревня                      | 0         |
| 12 | Шалыга           | деревня                      | 28        |

Известные личности, связанные с Острожским сельским поселением: 
Болотов Филипп Ефимович (1888 – 1955 гг.), летчик-испытатель, совершил первый в мире перелет Москва - Нью-Йорк. 
Нужин МихаилТихонович (1914 – 1983 гг.),  ученый-математик, ректор Казанского университета. 
Старицын Сергей Евгеньевич (1896 – 1974 гг.), ученый-психиатр, доктор медицинских наук, профессор
Ширинкин Александр Викторович (род. в 1950 г.), доктор юридических наук, Заслуженный юрист Российской Федерации, бизнесмен-меценат, судья-тренер, поэт-богохульник и восстановитель храма в Оханске.